# ウロポルフィリノーゲンIII
ウロポルフィリノーゲンIII（Uroporphyrinogen III） は、ポルフィリンの生合成において、ヒドロキシメチルビランからウロポルフィリノーゲンIIIシンターゼ（合成酵素）により作られ、ウロポルフィリノーゲンIII脱カルボキシ酵素によりコプロポルフィリノーゲンIIIに変換される。

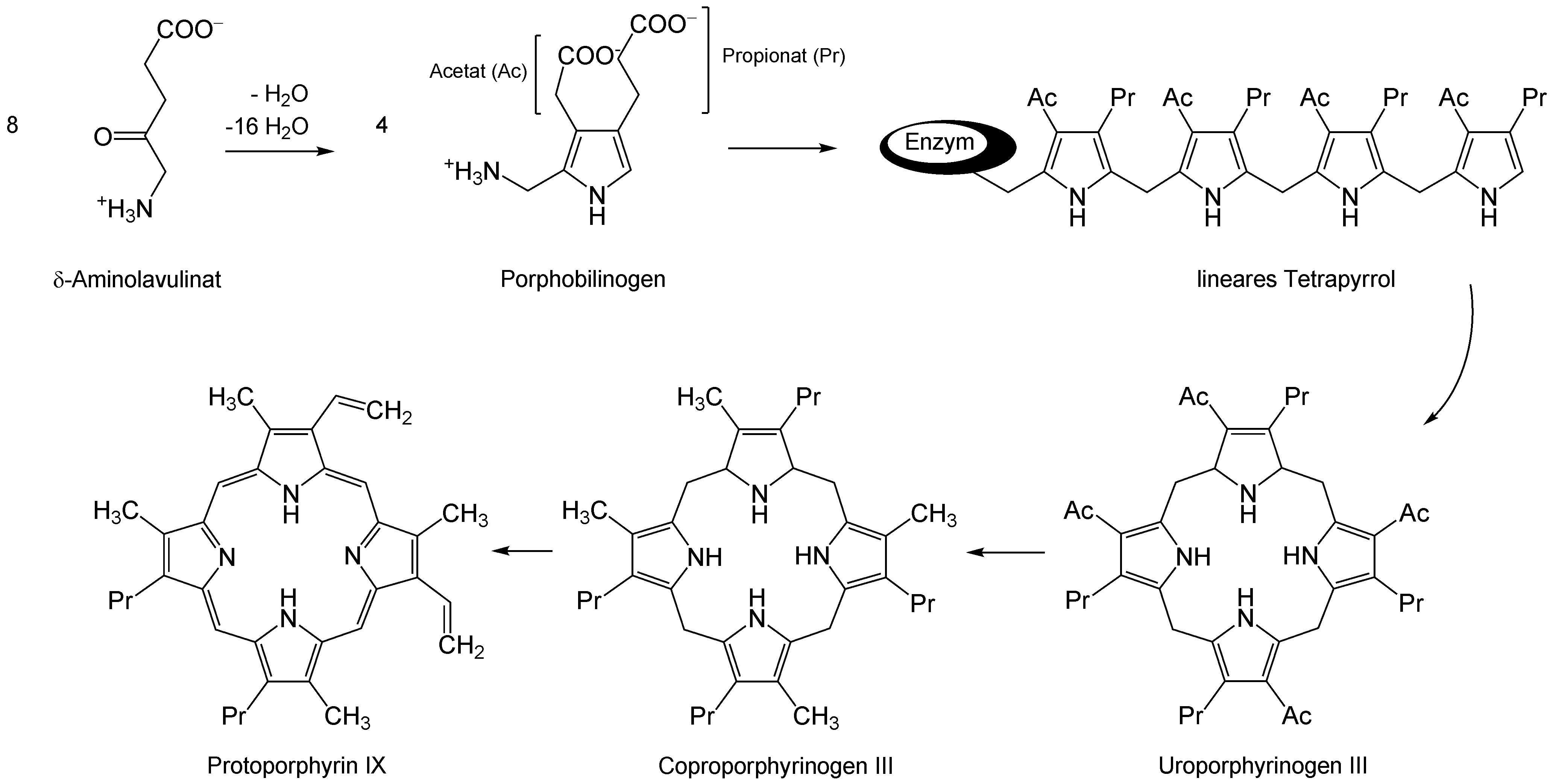
δ-アミノレブリン酸からプロトポルフィリンIXまでの生合成経路

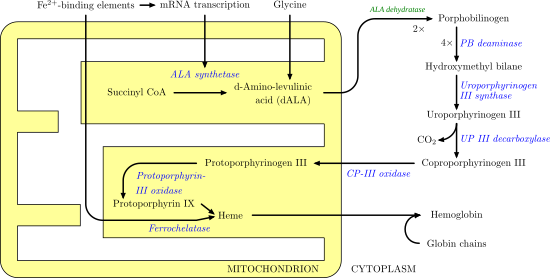
ヘム合成は、細胞質やミトコンドリア内で反応が起こる。